# Katuwa Chaupari
Katuwa Chaupari – gaun wikas samiti w zachodniej części Nepalu w strefie Dhawalagiri w dystrykcie Parbat. Według nepalskiego spisu powszechnego z 2001 roku liczył on 418 gospodarstw domowych i 2013 mieszkańców (1043 kobiet i 970 mężczyzn).